# De Plaagmuur
De Plaagmuur is een Nederlands televisieprogramma dat wordt uitgezonden door de EO op NPO Zapp. Het programma draait om basisscholieren die gepest worden. Het wordt in 2020 uitgezonden ter gelegenheid van de Week tegen Pesten, tussen 21 en 25 september als vijf dagelijkse afleveringen.

## Het programma
In iedere aflevering staat een basisschoolklas centraal waar gepest wordt. Om dit bespreekbaar te maken, schrijven de leerlingen, al dan niet anoniem, briefjes waarin ze hun verhaal vertellen. Deze briefjes stoppen ze in de zogeheten Plaagmuur. Presentatrice Anne-Mar Zwart haalt de briefjes uit deze muur en bespreekt de inhoud met de leerlingen. Het programma wordt vervolgens afgesloten met de Wensmuur, waar de leerlingen briefjes met wensen in stoppen hoe ze hopen dat de sfeer kan worden verbeterd.